# أستريد هولم
أستريد هولم (بالدنماركية: Astrid Holm)‏ هي ممثلة دانمركية، ولدت في 9 مارس 1893 في الدنمارك، وتوفيت في 29 أكتوبر 1961 بسبب مرض.

## وصلات خارجية
- أستريد هولم على موقع IMDb (الإنجليزية)
- أستريد هولم على موقع ألو سيني (الفرنسية)
- أستريد هولم على موقع أول موفي (الإنجليزية)
- أستريد هولم على موقع قاعدة بيانات الأفلام السويدية (السويدية)
- أستريد هولم على موقع قاعدة بيانات الفيلم (الإنجليزية)
- أستريد هولم على موقع كينوبويسك (الروسية)
- أستريد هولم على موقع كينوبويسك (الروسية)